# Límite núcleo-manto

Vista esquemática del interior de la Tierra.
1. corteza continental
2. corteza oceánica
3. manto superior
4. manto inferior
5. núcleo externo
6. núcleo interno
A: discontinuidad de Mohorovičić
B: límite núcleo-manto
C: núcleo externo - límite interno del núcleo

El límite núcleo-manto (CMB, del inglés core–mantle boundary) de la Tierra se encuentra entre el manto de silicato del planeta y su núcleo externo de níquel y hierro líquido. Este límite está ubicado en aproximadamente 2891 km (1796   mi) profundidad debajo de la superficie de la Tierra. El límite se observa a través de la discontinuidad en las velocidades de las ondas sísmicas a esa profundidad debido a las diferencias entre las impedancias acústicas del manto sólido y el núcleo externo fundido. Las velocidades de las ondas P son mucho más lentas en el núcleo externo que en el manto profundo, mientras que las ondas S no existen en absoluto en la porción líquida del núcleo. La evidencia reciente sugiere una capa límite distinta directamente encima del CMB posiblemente hecha de una nueva fase de la mineralogía básica de perovskita del manto profundo llamado post-perovskita. Los estudios de tomografía sísmica han mostrado irregularidades significativas dentro de la zona límite y parecen estar dominados por las grandes provincias africanas y del Pacífico de baja velocidad de corte (LLSVP).
Se cree que la sección más alta del núcleo externo tiene aproximadamente 500–1,800 K más caliente que el manto suprayacente, creando una capa límite térmica. Se cree que el límite alberga la topografía, al igual que la superficie de la Tierra, que está respaldada por convección de estado sólido dentro del manto suprayacente. Las variaciones en las propiedades térmicas del límite núcleo-manto pueden afectar la forma en que fluyen los fluidos ricos en hierro del núcleo externo, que son los responsables finales del campo magnético de la Tierra. 

### La región D″
La capa de aproximadamente 200 km de espesor del manto inferior directamente encima del límite se conoce como la región D″ ("D doble prima" o "D prima prima") y a veces se incluye en las discusiones sobre la zona límite núcleo-manto. El nombre D″ se origina de las designaciones del matemático Keith Bullen para las capas de la Tierra. Su sistema consistía en etiquetar cada capa alfabéticamente, de la A a la G, con la corteza como 'A' y el núcleo interno como 'G'. En su publicación de 1942 de su modelo, todo el manto inferior era el capa D. En 1950, Bullen encontró su capa 'D' para ser realmente dos capas diferentes. La parte superior de la capa D, alrededor de 1800 km de espesor, pasó a llamarse D′ (D prima) y la parte inferior (la parte inferior 200 km) fue nombrado D″.
En 1993 el geofísico polaco Czechowski indicó que las heterogeneidades en D” (llamadas por este autor "continentes del núcleo") consisten en un material flotante en el núcleo líquido. Se mueven con el tiempo y determinan ciertas propiedades de los puntos calientes del manto y la convección del manto. Las plumas se formarían sobre los "océanos del núcleo" (las partes líquidas del núcleo en contacto con el manto, localizadas entre los continentes del núcleo). Estudios posteriores han confirmado esta hipótesis.

### Discontinuidad sísmica
Se produce una discontinuidad sísmica en el interior de la Tierra a una profundidad de aproximadamente 2900 km (1.800 millas) debajo de la superficie, donde hay un cambio brusco en la velocidad de las ondas sísmicas (generadas por terremotos o explosiones) que viajan a través de la Tierra. A esta profundidad, las ondas sísmicas primarias (ondas P) disminuyen en velocidad mientras que las ondas sísmicas secundarias (ondas S) desaparecen por completo. Las ondas S cortan el material y no pueden transmitir a través de líquidos, por lo que se cree que la unidad por encima de la discontinuidad es sólida, mientras que la unidad de abajo está en forma líquida o fundida. 
La discontinuidad fue descubierta por Beno Gutenberg (1889-1960), un sismólogo que hizo varias contribuciones importantes al estudio y la comprensión del interior de la Tierra. El CMB también se ha denominado discontinuidad de Gutenberg, discontinuidad de Oldham-Gutenberg o discontinuidad de Wiechert-Gutenberg. Sin embargo, en los tiempos modernos, el término discontinuidad de Gutenberg o "G" se usa más comúnmente en referencia a una disminución de la velocidad sísmica con profundidad que a veces se observa a unos 100 km debajo de los océanos de la Tierra.